# Amanita xylinivolva
Amanita xylinivolva es una especie de hongo de la familia Amanitaceae descrita originalmente en los Andes colombianos por Tulloss, Ovrebo y Halling en 1992.

## Etimología
El nombre específico xylinivolva deriva del griego xylinus (que significa "algodonoso" o "relativo al algodón") y volva, en referencia al velo universal algodonoso y submembranoso característico de esta especie.

## Descripción
Amanita xylinivolva es un hongo de tamaño pequeño a mediano, con un sombrero de color amarillo a crema amarillento o beige. El margen del sombrero presenta estriaciones sulcadas o tuberculado-sulcadas. Fragmentos del velo universal algodonoso y pálido pueden encontrarse sobre el sombrero o en el punto de unión del pie con su bulbo basal. Fue recolectada por Guzmán y Carela en 1978, quienes la identificaron erróneamente como parte del grupo de Amanita gemmata. Se distingue de A. gemmata por sus esporas predominantemente subglobosas.

## Ecología, Hábitat y Distribución
Ectomicorrícica,  Amanita xylinivolva fue descrita originalmente a partir de especímenes recolectados en los Andes de Colombia, donde se encontró en asociación con Quercus humboldtii y Weinmannia tomentosa.

## Toxicidad
Análisis bioquímicos de especímenes colombianos mostraron que Amanita xylinivolva contiene la potente toxina α-amanitina, con concentraciones que varían entre aproximadamente 50 y 6 000 ppm, detectadas tanto en el sombrero como en el pie. Además, está registrada en bases de datos fúngicas como una especie utilizada como veneno. La ingestión de especies que contienen α-amanitina puede causar insuficiencia hepática y renal grave, potencialmente mortal.